# High Energy
High Energy är den italienska discoduon La Biondas sjätte studioalbum, utgivet 1979 via skivbolaget Baby.

## Låtlista
Alla låtar är skrivna av Michelangelo La Bionda, Carmelo La Bionda och Richard Palmer-James, om inte annat anges.
| 1.           | "High Energy"       | Michelangelo La Bionda, Carmelo La Bionda, Richard Palmer-James, Mats Björklund | 7:20  |
| 2.           | "I Got Your Number" | Michelangelo La Bionda, Carmelo La Bionda, Richard Palmer-James                 | 6:40  |
| 3.           | "Tune It Up"        | Michelangelo La Bionda, Carmelo La Bionda, Richard Palmer-James                 | 3:33  |
| Total längd: | Total längd:        | Total längd:                                                                    | 17:33 |

| 1.           | "Disco Roller"       | Michelangelo La Bionda, Carmelo La Bionda, Richard Palmer-James                 | 6:53  |
| 2.           | "Listen To My Heart" | Michelangelo La Bionda, Carmelo La Bionda, Richard Palmer-James, Mats Björklund | 5:07  |
| 3.           | "Save Your Energy"   | Michelangelo La Bionda, Carmelo La Bionda, Richard Palmer-James, Mats Björklund | 6:12  |
| Total längd: | Total längd:         | Total längd:                                                                    | 18:12 |

## Medverkande
La Bionda
- Michelangelo La Bionda – sång
- Carmelo La Bionda – sång